# 吉備笠垂
吉備笠 垂（きびのかさ の しだる）は、飛鳥時代の官人。名は志太留とも表記される。姓は臣。冠位は大錦下。吉備笠氏は孝霊天皇皇子の稚武彦命の後裔とされる氏族。

## 経歴
大化元年（645年）9月3日に垂は蘇我田口川堀・物部朴井椎子・倭漢文麻呂・朴市秦田来津らと共に、古人大市皇子を擁して謀反を企てる。しかし、垂は9月12日に中大兄皇子にこれを密告する（或本では、垂は阿倍内麻呂と蘇我倉山田石川麻呂に自白したことになっている）。その結果、古人皇子はすぐさま、あるいは11月30日に攻められて息子ともども殺害された。垂はこの功で功田20町を賜った。なお、天平宝字元年（757年）になってから、この功労は中功に当たるとして二代に相続されることとなった。